# Kurčaloj
Kurčaloj (rusky Курчало́й) je město v Čečenské republice v Ruské federaci. Při sčítání lidu v roce 2010 měl bezmála třiadvacet tisíc obyvatel.

## Poloha
Kurčaloj leží na severním okraji Velkého Kavkazu napravo od toku Gumsu, pravého přítoku Sunži v povodí Těreku. Od Grozného, hlavního města republiky, je vzdálen přibližně 35 kilometrů východojihovýchodně. Bližší větší město je Gudermes přibližně 15 kilometrů severně.

## Dějiny
Kurčaloj se vyvinul ze staré čečenské vesnice. Původ názvu je nejasný, ale je možné, že je odvozen od avarského slova kuruš znamenajícího bohatství. Původně byl označován Kurčaloj-Aul.
Za sovětské éry byla v roce 1944 v souvislosti se zrušením Čečensko-ingušské autonomní sovětské socialistické republiky a deportací Čečenců a Ingušů obec přejmenována na Čkalovo k poctě sovětského pilota Valerije Pavloviče Čkalova. Když nastoupil k moci Nikita Sergejevič Chruščov s příznivější politikou vůči kavkazským menšinám, bylo v roce 1957 obci vráceno původní jméno.
V roce 2018 byl Kurčaloj povýšen na město.

### Rodáci
- Čingiz Turpal-Elijevič Magomadov (* 1998), fotbalista